# 匙葉鼠麴草
匙叶合冠鼠麴草（学名：Gnaphalium pensylvanicum）为菊科合冠鼠麴草属的植物。分布于亚洲、非洲南部、台湾、澳大利亚、美洲南部以及中国大陆的福建、云南、四川、湖南、广西、浙江、江西、广东等地，生长于海拔280米至2,400米的地区，多生长于篱园耕地上，目前尚未由人工引种栽培。